# ماریکویل، نیو ساوت ولز
ماریکویل (به انگلیسی: Marrickville) یک حومه شهر در استرالیا است که در نیو ساوت ولز واقع شده‌است.

## خواهرخوانده
شهرهای بیت‌لحم، فونچال و Larnaca Municipality خواهرخوانده‌های ماریکویل، نیو ساوت ولز هستند.